# Canadá en los Juegos Panamericanos
Canadá ha participado en los Juegos Panamericanos desde la edición 1955, representado por el Comité Olímpico Canadiense.
Se ubica en el tercer puesto en el medallero histórico, por detrás de Estados Unidos y Cuba. Su mejor resultado fue segundo en 1967, en tanto que acabó en el tercer puesto en diez ediciones. Por otra parte, logró el segundo puesto en los Juegos Panamericanos de Invierno Las Leñas 1990.
El equipo se ha destacado en deportes como hockey sobre césped, rugby 7, sóftbol y tenis de mesa.
Canadá ha albergado tres ediciones de los Juegos Panamericanos: Winnipeg 1967, Winnipeg 1999 y Toronto 2015.

## Juegos Panamericanos

### Medallero
| Edición             | Oro          | Plata        | Bronce       | Total        | Posición     |
| ------------------- | ------------ | ------------ | ------------ | ------------ | ------------ |
| Buenos Aires 1951   | No participó | No participó | No participó | No participó | No participó |
| México 1955         | 4            | 4            | 3            | 11           | 5º           |
| Chicago 1959        | 5            | 19           | 24           | 48           | 5º           |
| São Paulo 1963      | 11           | 27           | 26           | 64           | 3º           |
| Winnipeg 1967       | 17           | 39           | 50           | 106          | 2º           |
| Cali 1971           | 19           | 20           | 41           | 80           | 3º           |
| México 1975         | 19           | 35           | 40           | 94           | 3º           |
| San Juan 1979       | 24           | 43           | 71           | 138          | 3º           |
| Caracas 1983        | 18           | 44           | 47           | 109          | 3º           |
| Indianápolis 1987   | 30           | 56           | 75           | 161          | 3º           |
| Las Leñas 1990      | 2            | 4            | 1            | 7            | 2º           |
| La Habana 1991      | 22           | 46           | 59           | 127          | 3º           |
| Mar del Plata 1995  | 47           | 61           | 69           | 177          | 3º           |
| Winnipeg 1999       | 64           | 52           | 80           | 196          | 3º           |
| Santo Domingo 2003  | 29           | 57           | 42           | 128          | 3º           |
| Río de Janeiro 2007 | 39           | 44           | 55           | 138          | 4º           |
| Guadalajara 2011    | 30           | 40           | 49           | 119          | 5º           |
| Toronto 2015        | 78           | 69           | 70           | 217          | 2º           |
| Total               | 455          | 655          | 803          | 1913         | 3º           |

## Juegos Panamericanos Junior

### Medallero
| Edición         | Oro           | Plata         | Bronce        | Total         | Posición      |
| --------------- | ------------- | ------------- | ------------- | ------------- | ------------- |
| Cali-Valle 2021 | 4             | 1             | 5             | 10            | 14º           |
| Asunción 2025   | Evento futuro | Evento futuro | Evento futuro | Evento futuro | Evento futuro |
| Total           | 4             | 1             | 5             | 10            | 14º           |